# ヘルムート・シュミット

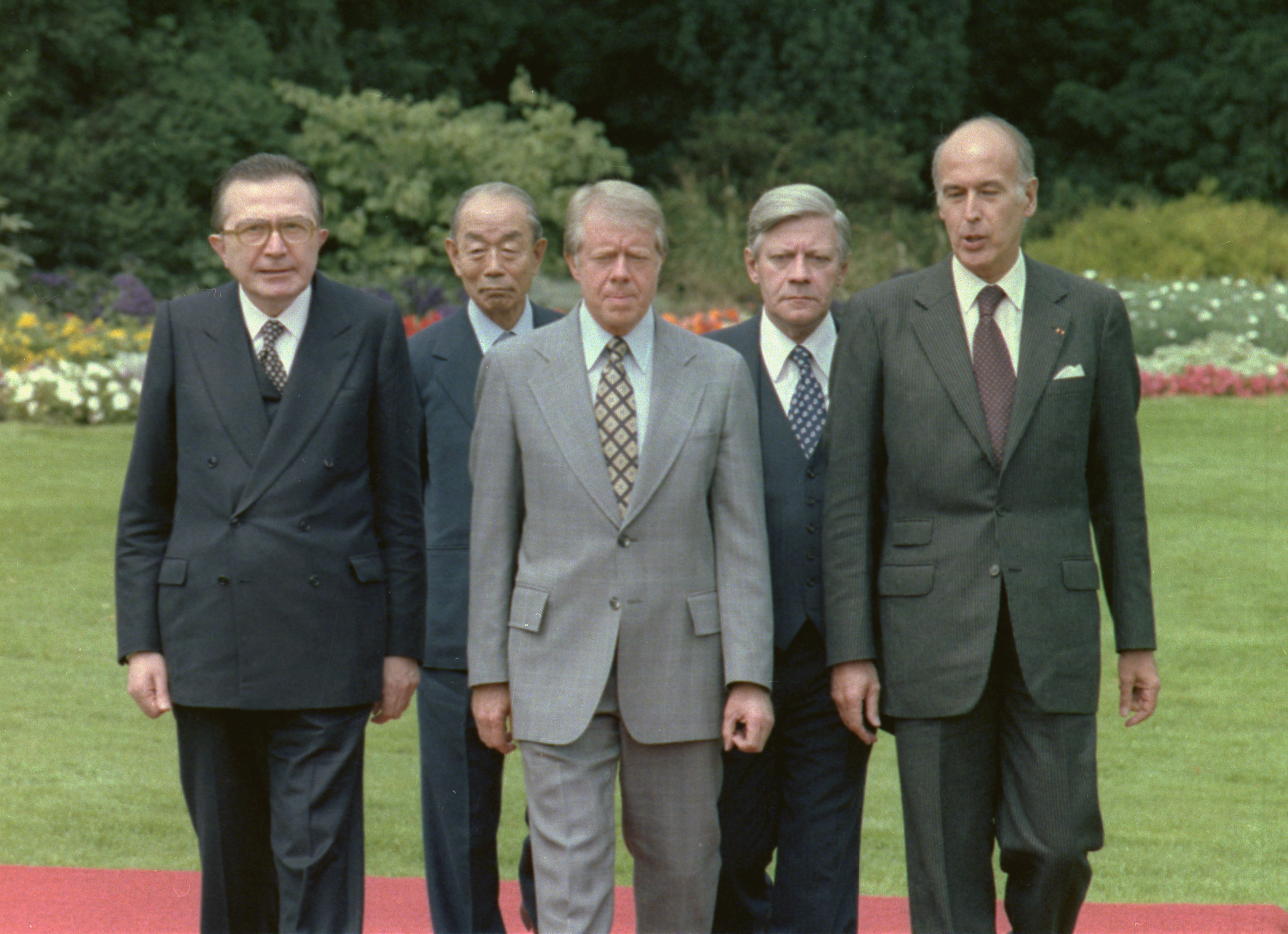
1978年、ボン・サミットにおけるシュミット（右から2人目）

ヘルムート・ハインリヒ・ヴァルデマー・シュミット（ドイツ語: Helmut Heinrich Waldemar Schmidt、1918年12月23日 - 2015年11月10日）は、ドイツの政治家。ドイツ社会民主党 (SPD) 所属。第5代連邦首相（在任：1974年 - 1982年）。その他国防相（1969年 - 1972年）、経済財務相（1972年）、財務相（1972年 - 1974年）、外務大臣（臨時、1982年の2週間）を歴任。1983年からは『ディー・ツァイト』紙の共同編集者を務めた言論人・文化人でもあった。

## 経歴

### 生い立ち
ハンブルクの生まれで、両親はいずれも教師だった。父はユダヤ教徒の商人と女性給仕の間に生まれた私生児であり、ナチスの政権獲得後にユダヤ人に対する差別と迫害が始まると、父は書類を偽造してアーリア人である証明書を得た事実をシュミット自身が認めている。
1937年にハンブルクのリヒトヴァルク校(de:Lichtwarkschule)でアビトゥーアを取得した後、同年に兵役でドイツ国防軍に入隊し、ブレーメンの対空砲部隊に配属された。間もなく第二次世界大戦が勃発。1941年からは東部戦線でソ連軍との戦いに将校として従軍。1942年に帝国空軍省の対空砲教官兼顧問としてドイツに戻った。1944年、ヒトラー暗殺計画参加者に対する人民法廷の裁判を傍聴するよう上官に命じられたが、その茶番ぶりに傍聴を辞退した。同年末、中尉・中隊長として西部戦線に従軍。1945年初め、防空演習中に空軍司令官ヘルマン・ゲーリングに対する批判的な言動をしたためにナチスの政治将校に裁判にかけられそうになるが、上官の将軍に救われた。1945年4月にリューネブルガー・ハイデでイギリス軍の捕虜となり、8月31日に釈放された。
捕虜収容所からの釈放後、ハンブルク大学で経済学と国家学(de:Staatswissenschaften)を学び、オーステンデ近郊のゼデルヘム(en:Zedelgem)収容所（ベルギー）で知り合ったハンス・ボーネンカンプ(de:Hans Bohnenkamp)の影響で1946年にSPDに入党。在学中の1947 - 1948年、SPDの下部学生組織であるドイツ社会主義学生連盟 (de:Sozialistischer Deutscher Studentenbund; SDS) の委員長を務めた。1949年にハンブルク大学から経済学修士号（論文「日本とドイツにおける通貨改革の比較」）を取得。卒業後ハンブルク市職員となり、まず商工振興局で、その後1952年から同市の経済・運輸省で、その参事であったカール・シラー(de:Karl Schiller)の下で働いた。1955年のドイツ再軍備後に二度軍事訓練に参加し、1958年にはドイツ連邦軍予備役大尉、のち予備役少佐になっている。

### 政界進出
1953年、連邦議会選挙にハンブルク選挙区から初出馬して当選。1958年にSPDの州代表メンバーの一員に選ばれ、核兵器撲滅キャンペーンや連邦軍削減などのキャンペーンに参加。1958年から1961年まで、欧州議会議員を兼任。1961年12月、ハンブルク市の警察（1962年からは「内務」と呼称変更）担当参事（他州でいうところの内務相）になり、連邦議会議員を辞任。内務担当参事に就任間もない1962年2月16・17日の北海沿岸大洪水では、憲法違反の懸念を恐れずにNATO軍の出動を要請して被害の拡大を防いだ彼の指導力が高く評価され、その名は広く知られるようになった。1965年に連邦議会に再出馬して当選、すぐに議会幹事会の一員となり、1967年にはSPD連邦議会院内総務の座に就き、1968年には副党首になった。1967 - 1969年には党議員団の外交・全ドイツ問題政策調査委員会会長を兼務。彼の言によれば、院内総務の仕事がその政治家人生でもっとも楽しいものだったという。
1969年10月22日、SPDと自由民主党 (FDP) の連立でヴィリー・ブラント政権が成立、シュミットは国防大臣として初入閣。その在任中に兵役義務が18か月から15か月に短縮され、またハンブルクとミュンヘンに連邦軍大学が設立された。1972年7月にブラントに抗議して辞任したハンブルク市職員時代の上司、シラーを継いで経済・財務相に就任（11月まで）。同年12月から1974年3月まで財務相。なお財務相として「トライラテラル・コミッション」（日米欧三極委員会）の委員でもあり、ビルダーバーグ会議に参加して1973年5月の原油価格400%値上げ決定にも関わっている。

### 首相就任

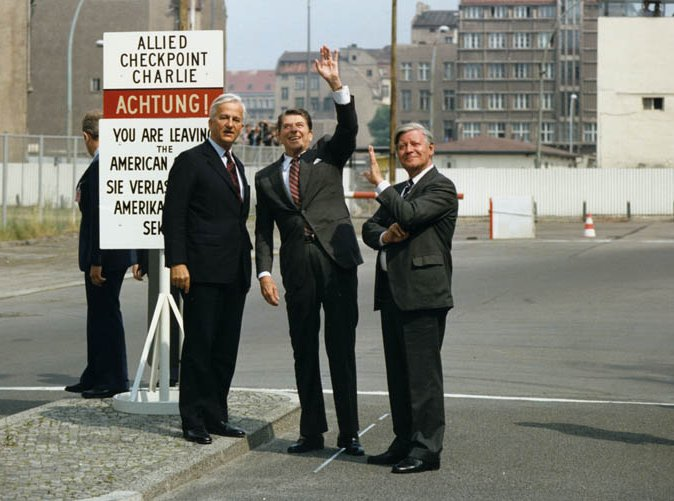
1981年6月11日、ベルリンの壁の近くでアメリカ大統領ロナルド・レーガン（中央）、西ベルリン市長リヒャルト・フォン・ヴァイツゼッカー（左）と

1974年5月16日、ブラントが「ギョーム事件」によって辞任した後を受けて急遽連邦首相に就任し、オイルショックによる世界的な経済不況の中で、積極的な景気維持の策をとった。隣国フランスの大統領ヴァレリー・ジスカール・デスタンと緊密に協力し、就任間もなく欧州理事会を設立。1975年のヘルシンキ条約で欧州安全保障協力機構 (CSCE) の創設に貢献した。1976年の総選挙で議会第一党の座をドイツキリスト教民主同盟 (CDU) に奪われたが、FDPとの連立維持で政権に留まった。テロリスト集団ドイツ赤軍分派の活動、特に1977年の「ドイツの秋」と呼ばれる財界要人誘拐殺人・ハイジャックなどの一連の事態に対する彼の対処は、困難を伴いつつも妥協しない断固としたもので、テロリストによるルフトハンザ航空181便ハイジャック事件に際しては、テロ対策特別部隊GSG-9を投入して、それを果断に鎮圧した。シュミットの弁舌の才もその政権運営に大きく寄与した。
アメリカ合衆国国務長官のヘンリー・キッシンジャーとも親交のあったシュミットは、1977年には初めて北大西洋条約機構 (NATO) とワルシャワ条約機構との軍事力不均衡、特にソ連軍の中距離弾道ミサイルSS-20の危険を主張。SPDは1980年の連邦議会選挙で、ソビエト連邦との戦略ミサイル制限交渉を進め、同時にアメリカ軍のパーシング2ミサイルを西ドイツに配備させるという「NATO二重決定」の主張に踏み切った。彼は自らの政治的展望を1979年のソ連軍のアフガニスタン侵攻に対するNATOの対策と絡ませていた。この主張には国民の多くのみならず、平和主義路線をとってきた自党内からさえも批判が巻き起こった。この選挙ではCDUが第一党となったが、1969年、1976年の選挙時と同様にSPDはFDPと連立を組み連邦議会での過半数を確保、シュミットは11月に首相として再任された。この間1981年10月に心臓にペースメーカーを付ける大病をしたが、快復している。外交政策においてシュミットはこれまでの保守政権が行ってきた親イスラエル政策を改め、石油ショックの教訓からアラブ諸国へと接近し、1981年5月にはサウジアラビアを訪問してレオパルト2戦車の売却を行った。このことはイスラエル政府を激怒させ、イスラエル首相のメナヘム・ベギンはシュミットが元ナチス・ドイツ軍の将校であった過去を取り上げて「総統ヒトラーに忠誠を誓った過去がある」と非難した。
シュミットの社会民主主義的な社会・経済政策は、次第に政権維持の頼みの綱であるFDPとの溝を大きくしていった。FDPは自由主義経済と財政再建を主張し、予算案で対立が起きていた。1982年、彼は連邦議会からの不信任案に競り勝つも、ついに9月17日、連立与党FDPの大臣4人が内閣を去った。シュミットは臨時外務大臣を兼任し、SPDのみでの少数与党で内閣の政権維持の試みを重ねたが、10月1日建設的不信任案が賛成多数で可決され（建設的不信任案が可決されれば、連邦大統領は即時に首相を罷免＝現行内閣の解任、投票で選出された候補を後任首相として任命する）、政権継続断念を余儀なくされた。建設的不信任案が可決されたのは、西ドイツ史で初めてのことであった。キリスト教民主同盟(CDU)・自由民主党はCDU党首のヘルムート・コールを後任首相候補としていたが、不信任案の可決を受け、彼が首相に任命された。

### 言論人へ

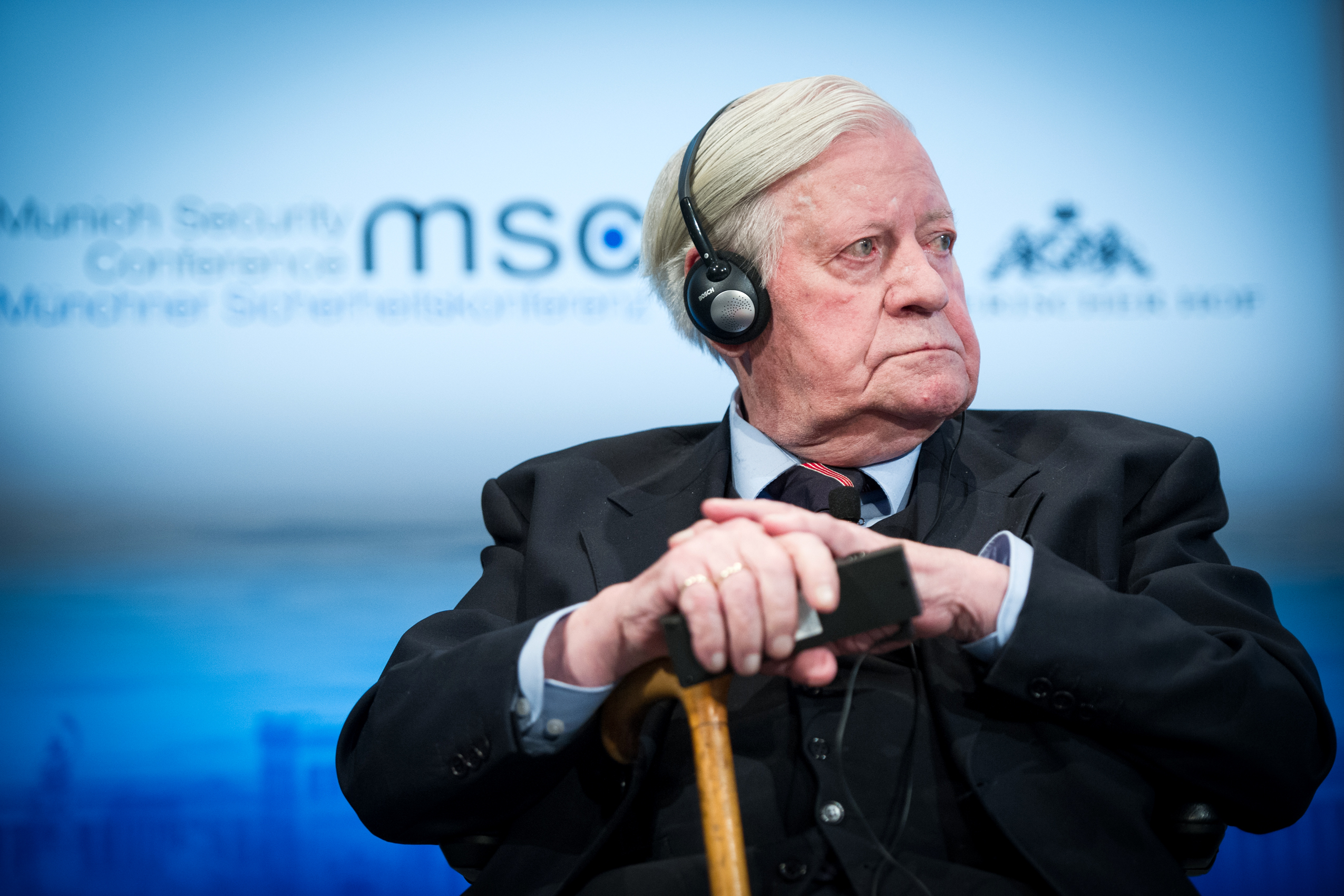
2014年のシュミット

首相を追われたことを受けてシュミットは1984年に党副党首を辞任し、1987年を最後に連邦議会からも去った。それまでSPD出身の連邦首相は彼を含めて3人いたが、党首を経験したことがないのはシュミットだけである。これはブラントという抗いがたい偉大な存在がいたことによる。
1983年、シュミットはドイツ随一の高級オピニオン紙である週刊新聞『ディー・ツァイト』の共同編集者に就任し、1985年にはその経営代表責任者となった。1983年には福田赳夫と共に協調行動評議会 (de:InterAction Councils) にも参加している。1986年12月にはEMCを支援しヨーロッパ中央銀行の創設を側面から援助するための委員会の創設にもかかわった。そのほか多数の財団や基金の顧問といった名誉職に名を連ねている。防衛、民主主義、グローバリゼーション、中国の台頭、自伝など様々な分野で多数の著書がある。
シュミットは1987年の連邦議会議員引退後も政治については活発な発言を続けている。現在のSPDの政策と反対にトルコの欧州連合加盟には真っ向から反対し、しばしば『ディー・ツァイト』にその理由を書いた論文を寄稿している。その関連において、「多文化共生社会は、インテリの幻想に過ぎない」と一蹴。また同盟90/緑の党との連立政権だったSPDのゲアハルト・シュレーダー政権が決定した原子力発電所の全廃にも懐疑的な目を向けており、「いわゆる地球温暖化に関するヒステリー」と批判している。また第二次世界大戦で国防軍の行った戦争犯罪を取り上げた「国防軍の犯罪展」については「危険な極左」と激しく非難した。またヨーロッパ以外の文化圏の人々はうまくドイツ社会に溶け込めないと考え、ヨーロッパ圏外からの移民を認めることに非常に批判的だった。彼は2004年のハンブルガー・アーベントブラット紙のインタビューで、「多文化社会が平和的に機能できるのは、シンガポールのような強力な権威主義国家においてのみだ。そこでは、あらゆる人々が英語を話し、政治体制は権威に基づいている」と述べた。2005年には、ドイツの高齢化を移民の増加で解決しようとする試みに反対し、「アナトリア東部やサハラ以南のアフリカからの移民は問題を解決せず、より大きな問題を生み出すだけだ」と述べた 。2010年のサンドラ・マイシュベルガーとのインタビューでは、「外国文明からの移民は、労働市場への利益という点で我々にもたらすよりも多くの問題を生み出す。ヨーロッパからの移民は問題ではない。問題はそれより東の地域から始まる。これらは異なる文化であり、遺伝子や祖先の違いではなく、育った環境によるものだ」と述べた。その政治的主張は単純な右翼・左翼の分類には当てはまらない。

### 死去
2015年9月初めに脚の血栓を除去する手術を受けたが、その後感染症にかかって体調を崩し、11月10日、ハンブルクで死去した。享年96。
死去の報が伝わるとドイツ内外の政治家から追悼の言葉が寄せられた。シュミットの所属政党であるSPDのジグマール・ガブリエル党首（副首相）は「我々は助言者を失った」「彼が我々の一員であったことを誇りに思う」と追悼の言葉を述べた。アンゲラ・メルケル首相は「シュミット氏がドイツに貢献したことを我々は忘れない」「彼の慎み深さと責任感に感銘を受けてきた」と述べ、ハンブルク洪水時のシュミットの対応に「シュミット氏が事態を収束すると信頼できた。この時、初めてその名を知った」（メルケルはハンブルク生まれ）と語った。ヨアヒム・ガウク大統領は、「シュミット氏は実行の人であり、さえわたる思考と明瞭な発言を貫いた類いまれな人物だった」と称え、「戦後、最も重要な政治家の一人を失った」と述べた。また、フランスのフランソワ・オランド大統領はシュミットが首相時代にジスカール・デスタン大統領と共に独仏連携に取り組んだことから、両国関係の「礎を築いた」と称賛し、オーストリアのヴェルナー・ファイマン首相は「平和で結束した欧州の立役者だった」としのんだ。欧州委員会のジャン＝クロード・ユンケル委員長は「われわれが世界で大きな役割を担おうと思うなら、協調するしかないことを理解していた」と故人を称え、SPD出身のマルティン・シュルツ欧州議会議長は「シュミット氏の死去はドイツと欧州にとって一つの時代の終わりを刻んだ」と述べた。

## 私生活・人柄

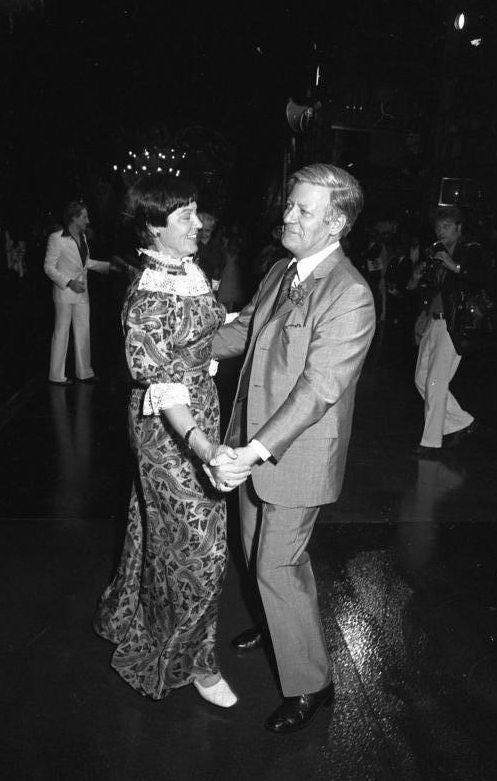
妻・ロキと踊るシュミット（1977年）

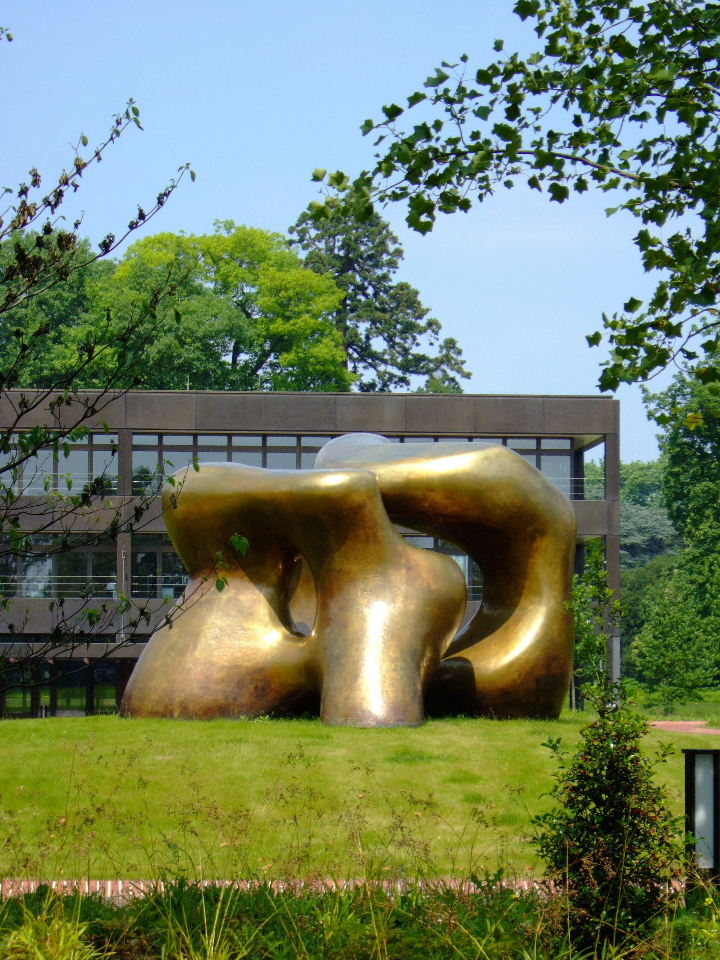
ボンの経済開発援助省（元連邦首相府）の中庭にあるムーアの作品

私生活では、大戦中の1942年に幼馴染のハンネローレ・グラーザー（愛称「ロキ」）とルター派教会で結婚。愛妻家であり、のちに党の後輩であるシュレーダーが首相になったとき、「私はロキとは70年の付き合いだ。結婚して56年になる。ほんの少しでも見習ってもらえれば」と目の前で述べて、首相就任の前年に四度目の結婚をしたシュレーダーに苦言を呈している。自然保護活動に熱心だったロキは、2010年10月21日にハンブルクの自宅にて91歳で死去した。ロキの葬儀はハンブルクのルター派教会聖ミヒャエル教会 (ハンブルク)で2010年11月1日に執り行われた。ロキとの間には2人の子があり、1944年に生まれた長男ヘルムートは障害があり1歳になる前に病死したが、1947年に誕生した長女ズザンネはブルームバーグテレビジョン職員となり、現在はロンドンに在住している。
ロキの没後2年となる2012年8月、『ディー・ツァイト』のインタビューにおいて、1933年生まれの元秘書ルート・ロアーと事実婚の関係にあることを明らかにした。
シュミットの教派はルター派だが、無神論者ではないものの宗教は重視していないと発言している。2007年には「アウシュヴィッツの蛮行を見過ごした神をもはや信じていない」と述べた。教会は戦後道徳の再建にも民主主義や法治国家の建設にも寄与しなかったとも述べているが、道徳的な基盤として教会を認めている。
非常な愛煙者であり、1990年代にテレビのトーク番組に出演したときも終始タバコを吸い続け、顰蹙を買ったことがある。連邦議会の議場内は禁煙なので、やむを得ず審議中だけ嗅ぎ煙草を使った。モスクワの大クレムリン宮殿の「エカテリーナの間」の中でタバコに火をつけた唯一の人物でもある。90歳となった2009年に日本のNHKで放送されたテレビ番組の取材でもタバコを手放すことはなかった。
美術愛好家でもあり、首相就任時にはボンにある首相府の中庭にヘンリー・ムーアの作品「Two Large Forms」を据えさせた。この彫刻は東西ドイツ再統一への願いを込めている。執務室にエミール・ノルデの絵を飾り、入口の「首相執務室」と書かれた札を取り払って「ノルデの部屋」と掲げさせた。音楽にも造詣が深く、国防相時代に連邦軍の軍楽隊「Big Band」を創設させた。オルガンやピアノもこなしたが、特に後者は完全にプロ級であり、クリストフ・エッシェンバッハやゲルハルト・オピッツらと共演してヴォルフガング・アマデウス・モーツァルトやヨハン・ゼバスティアン・バッハの3台、4台のピアノのための協奏曲をレコード録音。第3ピアノ、第4ピアノとはいえ、世界的トップアーティストと真面目に共演した録音であり、余技や座興の域を超えたものとして、CD時代にも発売され続けている。ただし晩年は加齢により右耳はほとんど聞こえず、左耳にも補聴器をつけており、「音楽が聴けないのは食べられないよりつらい」と語っている。
福田赳夫とは人種や文化はもちろん、イデオロギーも真逆と言っていいにもかかわらず非常に仲が良く、互いの首相退任後も協調行動評議会 (日本では『OBサミット』とよく呼称される）を通じて親密な関係を築いた。福田の逝去時には葬儀で弔辞を読んだほか、群馬県高崎市にある福田の墓にも墓参している。

## 表彰
ハンブルクにある連邦軍大学は、2003年にヘルムート・シュミット大学ハンブルクと改称されている。オックスフォード大学、ケンブリッジ大学、ソルボンヌ大学、ハーバード大学、ジョンズ・ホプキンス大学、慶應義塾大学など多数の大学から名誉博士号を授与されている。2007年にはフィリップ大学マールブルクが名誉哲学博士号を授与したが、SPD右派で現実主義者の彼への授賞に、マルクス主義の影響が強い同大学の政治学教授の中から強い反対の声が上がった。
さまざまな分野の賞を多数受賞しているが、ドイツ連邦共和国功労勲章のみ、ハンザ同盟都市ハンブルクの市民のしきたりに従って度重なる授章の打診を毎回断っている。
ハンブルク州内相時代の功績であるハンブルク大洪水の時の様子は最近何度かドラマ化され、俳優のウルリッヒ・トゥクルなどがシュミットを演じている。